# William C. deMille
William C. deMille, all'anagrafe William Churchill de Mille (Washington, 25 luglio 1878 – Playa del Rey, 8 marzo 1955), è stato un drammaturgo, regista, sceneggiatore e produttore cinematografico statunitense.
Diresse e sceneggiò pellicole durante l'epoca d'oro del cinema muto statunitense, producendo anche qualche film. Fu uno dei fondatori della Motion Picture Directors Association e poi della USC School of Cinematic Arts.

## Biografia
William C. deMille nacque nella Carolina del Nord. Il padre, Henry C. De Mille, era pastore della Chiesa Episcopale, ma anche autore di testi teatrali, mentre la madre, Matilda Beatrice Samuel, era un'attrice e proveniva da una famiglia di ebrei sefarditi originaria dell'Inghilterra. Beatrice si era convertita alla religione cristiana dopo le nozze. Fratello minore di William era il celebre Cecil B. DeMille, che modificò leggermente il proprio cognome perché, secondo lui, era più adatto per il mondo di Hollywood.
Il giovane William si diplomò alla Columbia University. Seguì, quindi, un corso all'Academy of Dramatic Arts e un periodo di studio in Germania. Ultimò il suo percorso formativo tornando nuovamente alla Columbia per seguire le lezioni dello scrittore Brander Matthews. Nel 1903 si unì in matrimonio con Anna Angela George, figlia del celebre economista Henry George. I due ebbero due figli, Agnes de Mille, che sarebbe diventata una celebre coreografa, e la futura attrice Peggy George.

### Carriera teatrale
Come drammaturgo, deMille esordì con lo spettacolo Strongheart, che venne rappresentato per la prima volta a Broadway il 30 gennaio 1905 all'Hudson Theatre: il successo fu notevole e lo spettacolo ebbe ben 66 repliche, con una ripresa nell'agosto dello stesso anno.
Tuttavia, quello che lo portò alle vette della sua carriera di autore teatrale si ebbe con The Warrens of Virginia, lavoro che debuttò il 3 dicembre 1907 al Belasco Theatre, lo stabile del celebre produttore teatrale David Belasco che produsse gran parte delle sceneggiature di deMille. Nel cast, c'erano anche suo fratello Cecil e una esordiente cantante canadese di nome Mary Pickford, futura stella del cinema di quegli anni. La ragazzina, al suo debutto a Broadway, aveva il ruolo della figlia di Cecil B. DeMille. Lo spettacolo si trasferì allo Stuyvesant Theatre il 4 maggio 1908 ed ebbe ben 380 repliche. William deMille collaborò con il fratello Cecil per il successivo The Royal Mounted, che debuttò il 6 aprile 1908 al Garrick Theatre, per la regia di Cyril Scott, ma lo spettacolo non ebbe molto successo e terminò dopo sole 32 repliche.
Nel 1911 de Mille risollevò le sue sorti artistiche con lo spettacolo The Woman che venne rappresentato al Republic Theatre il 19 settembre 1911. La prima fu un vero successo e fu replicata altre 247 volte, chiudendo nell'aprile 1912.

### Il cinema
La carriera di deMille si sarebbe certamente limitata a quella di autore teatrale grazie ai suoi continui successi, se non avesse deciso di seguire suo fratello Cecil nell'avventura verso Hollywood ed il mondo del cinema. Ad Hollywood, deMille si dedicò alla regia cinematografica facendo il suo esordio come regista nel 1914 per la Lasky Feature Play Company fondata dal produttore Jesse L. Lasky, nella pellicola The Only Son. Malgrado avesse a che fare con personalità molto forti come Lasky e Adolph Zukor, deMille riuscì a imporre sempre i propri punti di vista e le proprie visioni artistiche sui due produttori.
Nonostante fosse diventato uno dei registi più noti ed affermati di quegli anni, gran parte delle pellicole di questo autore sono andate perdute. Con la nascita della Paramount, le scelte artistiche dei due fratelli deMille, che fino ad allora avevano collaborato in forte sintonia, si divisero in maniera molto netta. Mentre William continuò a prediligere pellicole finalizzate alla trasmissioni di determinati valori morali, suo fratello Cecil divenne il re incontrastato della spettacolarità e della magnificenza.
Con l'insorgere del cinema sonoro, tuttavia, William deMille considerò l'innovazione inferiore al cinema muto, idea non poco diffusa nella Hollywood del tempo, e continuò a produrre pellicole prive di sonoro. Con questa scelta deMille diede un duro colpo alla sua carriera di regista.

### Vita privata, ultimi anni e morte
Nel 1929, dopo che la moglie Anna Angela si era rifiutata di divorziare, deMille riuscì ad ottenere il divorzio per sposare la sceneggiatrice Clara Beranger, conosciuta sul set di Miss Lulu Bett, un film che lui aveva diretto nel 1921.
In onore della sua carriera artistica, in collaborazione con il celebre Douglas Fairbanks, William deMille ebbe l'onore di presentare la cerimonia per la premiazione dell'Oscar sempre nel 1929 e poi nel 1930.
Dopo essere diventato Presidente della Academy of Motion Picture Arts and Sciences, della quale suo fratello era uno dei fondatori, deMille cercò di tornare al teatro ma con scarso successo. Il primo spettacolo che ne segnò il rientro a Broadway, Poor Old Jim, venne rappresentato nel 1929 al Little Theatre Tournament ma non ebbe molte repliche.
Dopo questo ulteriore fallimento, in quello stesso anno, deMille si impegnò alla realizzazione della USC School of Cinematic Arts presso la University of Southern California, all'interno della quale si dedicò all'attività di insegnante fino alla sua morte, avvenuta nel 1955, all'età di 76 anni.
Nel 1998, nella sua autobiografia dal titolo My Secret Mother, Lorna Moon, l'attore Richard De Mille, figlio adottivo di Cecil B. DeMille, rivelò che William deMille era il suo padre biologico e sua madre la sceneggiatrice Lorna Moon, con la quale deMille aveva avuto una relazione extraconiugale. Il giovane, alla morte di William, era stato adottato dal fratello Cecil e dalla moglie Constance per evitare uno scandalo.

## Filmografia

### Regista
- The Only Son, co-regia di Oscar Apfel, Cecil B. DeMille, Thomas N. Heffron (1914)
- The Ragamuffin (1916)
- The Blacklist (1916)
- The Sowers, co-regia di Frank Reicher (1916)
- The Clown (1916)
- Common Ground (1916)
- Anton the Terrible (1916)
- The Heir to the Hoorah (1916)
- Hashimura Togo (1917)
- The Ghost House (1917)
- The Secret Game (1917)
- The Widow's Might (1918)
- One More American (1918)
- The Honor of His House (1918)
- Mirandy Smiles (1918)
- The Mystery Girl (1918)
- Peg o' My Heart (1919)
- The Tree of Knowledge (1920)
- Jack Straw (1920)
- The Prince Chap (1920)
- Conrad in Quest of His Youth (1920)
- Midsummer Madness (1920)
- What Every Woman Knows (1921)
- The Lost Romance (1921)
- A lumi spenti (After the Show) (1921)
- Miss Lulu Bett (1921)
- Bought and Paid For (1922)
- Nice People (1922)
- Clarence (1922)
- Gli applausi del mondo (The World's Applause) (1923)
- Spalle al muro (Grumpy) (1923)
- Only 38 (1923)
- The Marriage Maker (1923)
- Don't Call It Love (1923)
- Icebound (1924)
- The Bedroom Window (1924)
- L'eterno femminino (The Fast Set) (1924)
- Locked Doors (1925)
- Men and Women (1925)
- Il marito di mia moglie (Lost: A Wife) (1925)
- New Brooms (1925)
- The Splendid Crime (1925)
- The Runaway (1926)
- For Alimony Only (1926)
- The Little Adventuress (1927)
- Craig's Wife (1928)
- Tenth Avenue (1928)
- The Doctor's Secret (1929)
- The Man Higher Up - cortometraggio (1929)
- The Idle Rich (1929)
- This Mad World (1930)
- Passion Flower (non accreditato) (1930)
- Two Kinds of Women (1932)
- The Emperor Jones, co-regia di Dudley Murphy (1933)

### Sceneggiatore
- Classmates, regia di James Kirkwood - lavoro teatrale, cortometraggio (1914)
- Strongheart, regia di James Kirkwood - lavoro teatrale, cortometraggio (1914)
- Cameo Kirby, regia di (non accreditato) Oscar Apfel - sceneggiatore, non accreditato (1914)
- Young Romance, regia di George Melford - lavoro teatrale e sceneggiatura (1915)
- The Goose Girl, regia di Frederick A. Thomson - scenario (1915)
- After Five regia di Oscar Apfel, Cecil B. DeMille - lavoro teatrale e sceneggiatura (1915)
- The Warrens of Virginia, regia di Cecil B. DeMille - (lavoro teatrale) (1915)
- The Governor's Lady, regia di George Melford - (scenario) (1915)
- The Woman, regia di George Melford (lavoro teatrale) (1915)
- The Wild Goose Chase, regia di Cecil B. DeMille (lavoro teatrale e sceneggiatura) (1915)
- The Puppet Crown, regia di George Melford (scenario) (1915)
- The Secret Orchard, regia di Frank Reicher (scenario) (1915)
- The Explorer, regia di George Melford (scenario) (1915)
- Carmen, regia di Cecil B. DeMille - sceneggiatore (1915)
- Temptation, regia di Cecil B. DeMille - sceneggiatore (1915)
- The Ragamuffin, regia di William C. deMille - storia, scenario (1916)
- The Blacklist, regia di William C. deMille - sceneggiatore (1916)
- Maria Rosa, regia di Cecil B. DeMille - sceneggiatore (1916)
- The World and the Woman, regia di Frank Lloyd e Eugene Moore - sceneggiatore (1916)
- Giovanna d'Arco (Joan the Woman), regia di Cecil B. DeMille - sceneggiatore (1916)
- L'ultima dei Montezuma (The Woman God Forgot), regia di Cecil B. DeMille - sceneggiatore (1917)
- One More American, regia di William C. deMille - lavoro teatrale The Land of the Free) (1918)
- We Can't Have Everything, regia di Cecil B. DeMille - sceneggiatore (1918)
- For Better, for Worse, regia di Cecil B. DeMille - sceneggiatore (1919)
- Perché cambiate moglie? (Why Change Your Wife?), regia di Cecil B. DeMille - storia (1920)
- The Warrens of Virginia, regia di Elmer Clifton - lavoro teatrale, sceneggiatura (1924)
- Classmates, regia di John S. Robertson (lavoro teatrale) (1924)
- The Night Club, regia di Paul Iribe, Frank Urson (lavoro teatrale After Five) (1925)
- The Splendid Crime, regia di William C. deMille (storia) (1925)
- Sangue indiano (Braveheart), regia di Alan Hale (lavoro teatrale Strongheart) (1925)
- The Telephone Girl, regia di Herbert Brenon (lavoro teatrale The Woman) (1927)
- The Doctor's Secret, regia di William C. de Mille - sceneggiatore (1929)
- The Man Higher Up, regia di William C. deMille - storia (cortometraggio) (1929)
- The Secret Call, regia di Stuart Walker - lavoro teatrale The Woman) (1931)
- Capitan Furia (Captain Fury), regia di Hal Roach - storia originale e sceneggiatura (1939)

### Produttore
- The Master Mind, regia di Oscar Apfel e, non accreditato, Cecil B. DeMille - supervisore (1914)
- Conrad in Quest of His Youth, regia di William C. de Mille - produttore (1920)
- Midsummer Madness, regia di William C. de Mille - produttore (1920)
- The Runaway, regia di William C. de Mille - produttore (1926)
- Gigolo, regia di William K. Howard - produttore (1926)
- Almost Human, regia di Frank Urson - produttore (1927)
- The Forbidden Woman, regia di Paul L. Stein - supervisore (1927)[6].
- Passion Flower, regia di William C. deMille - produttore, non accreditato (1930)
- Social Register, regia di Marshall Neilan - produttore associato (1934)

### Attore
- La rosa del Rancho (Rose of the Rancho), regia di Cecil B. DeMille e Wilfred Buckland (1914)
- Hollywood, regia di James Cruze (1923)